# Карл Рук (хокеїст на траві)
Карл Рук (нім. Carl Ruck, 23 грудня 1912 — 1980) — німецький хокеїст на траві.
Срібний призер Олімпійських Ігор 1936 року.